# George Stern
George Stern (* 1768 in Kassel; † 21. August 1825 in Schlüchtern) war ein deutscher Landrat.

## Leben
George Stern war ein Sohn des Regierungsprokurators Christian Stern, kam wie sein Vater in die staatliche Verwaltung und wurde 1795 Hessen-kasselscher Amtmann in Schwarzenfels im Main-Kinzig-Kreis. In den Jahren von 1821 bis zu seinem Tod im Jahr 1825 war er Landrat des Landkreises Schlüchtern, der 1821 aufgrund einer kurfürstlichen Verordnung aus den Ämtern Schwarzenfels und Steinau an der Straße gebildet wurde.